# Trilist
Trílíst (iz latinskega trifolium – rastlina s tremi listi, francosko trèfle, italijansko trifoglio, nemško Dreiblatt in Dreiblattbogen, nizozemsko klaver, 'detelja') je grafična oblika, ki jo sestavljajo trije prekrivajoči se obroči, uporabljeni v arhitekturi in krščanski simboliki.

## Arhitektura

### Okras
Trilist je element gotske arhitekture, ki se nanaša na okrasno foliacijo (lístičasto teksturo), ki se ustvarja na vrhu okenske odprtine, krogovičja, stenskega opaža, itd., v katerem je središče v obliki treh listov (ki so sestavljeni iz treh delno prekrivanih krogov). Eden od najzgodnejših primerov je krogovičje v Winchestru (1222–1235). Štirikraka različica arhitekturnega trilista je štirilist (qvadrefoil).
Preprosta oblika trilista je lahko simbolična za sveto Trojico, medtem ko je bil trilist v poznem srednjem veku v nekaterih delih Evrope, v kombinaciji z enostranskim trikotnikom od zmeraj skupen simbolu krščanske Trojice. Dve obliki tega sta prikazani spodaj:
- Obris
- Bodičast trilist

Golobica, ki je simbol Svetega Duha, je včasih prikazana v opisani obliki trilista skupaj s trikotnikom.

### Arhitekturna postavitev
V arhitekturi in arheologiji trilist opisuje postavitev ali tloris, sestavljen iz treh apsid v obliki deteljice, na primer v megalitskih templjih na Malti.
Zlasti v cerkveni arhitekturi se lahko taka postavitev imenuje triconchos
- Razvoj postavitve malteških megalitskih templjev; Skorba (zgoraj desno) ima tipičen trilistni tloris
- Triconchos

## Heraldika
Heraldični trilist je stilizirana deteljica. Ne smemo ga zamenjati z likom, imenovanim v francoski heraldiki tiercefeuille, ki je stilizirana roža s tremi cvetnimi listi. Od heraldičnega trilista se razlikuje, ker ne zdrsne.
- Trilist v heraldiki
- Or a fess sable between three trefoils vert
- Gules a cross flory argent between four tiercefeuilles Or
- Hrvaški trilist, ki so ga uporabljali simpatizerji Sile osi, Hrvaška vojnoletalska legija v 2. svetovni vojni, ki je nastal iz okrnjenega Balkenkreuza[3]

## Simboli
Simetrični trilisti so še posebej priljubljeni kot opozorilni in informativni simboli. Če je škatla, ki vsebuje nevaren material, premaknjena v različne položaje, je simbol še vedno enostavno prepoznati, [4] medtem ko je značilna oblika tridimenzionalnega znaka za recikliranje potrošniku olajšala, da je opazil in prepoznal natisnjen simbol kot simbol za recikliranje. Prednost imajo tudi preprosti šablonski simboli.
- Nevarnost ionizirajočega sevanja
- Zaklonišče
- Biološka nevarnost
- Univerzalni simbol za recikliranje
- Posebna stilizirana oblika heraldičnega trilista se uporablja kot glavni element v logotipu organizacije skavtskih deklet. Za dekleta, trije listi predstavljajo trikratno obljubo: »služiti Bogu in moji državi, pomagati ljudem v vsakem trenutku in živeti po zakonu skavtov«.

Medtem ko zeleni trilist mnogi štejejo kot simbol Irske, ima harfa mnogo večji uradno priznan status. Zato se deteljica na splošno ne pojavlja na irskih kovancih ali poštnih znamkah.
Trilist je tudi del logotipa za Adidas Originals, ki vključuje tudi tri črte
A trefoil is also part of the logo for Adidas Originals, which also includes three stripes.